# Вигода (Одеський район)
Ви́года (раніше Вигода німецька, Дейч-Вигода, Фріденгайм) — село в Україні, у Одеському районі Одеської області. Адміністративний центр Вигодянської сільської громади. Населення становить 4010 осіб.

## Історія
Перша відома письмова згадка поселення Вигода пов'язані з іменем графа-реформатора Ігнація Сцибор-Мархоцького (1755 -1827) - польського шляхтича, відомого тим, що оголосив на підвладних йому територіях Миньковецьку державу. Згідно з планом генерального межування Одеського повіту (1833), Вигода бере свій початок в північній частині сьогоднішньої вулиці Шилова, в районі 130-160 номерів. Саме там, а також і в балці, на протилежному схилі, почалися споруди перших селянських хат.
У заповіті І.Сцібор-Мархоцького від 9 травня 1821 року (за юліанським календарем), детально перераховано майно, яке після смерті графа має бути розподілено між його дітьми. Після заснування поселення біля Вигоди колоністів-переселенців з німецької колонії Фрейденталь (сучасне село Мирне) у 1878-1880-х роках згодом виник розподіл на Руську та Німецьку Вигоду.  Багато  років Руська та Німецька Вигода належали до різних адміністративних одиниць (волостей).
Під час організованого радянською владою Голодомору 1932—1933 років померло 28 жителів села.
1 лютого 1945 року с. Вигода Німецька та с. Вигода Руська об'єднані в одне село Вигода.
16 травня 1964 року с-ще Вигода та с. Вигода об'єднані в один населений пункт село Вигода.
12 вересня 1967 року с. Вигода і с. Красіна об'єднані в село Вигода.

## Населення
Згідно з переписом 1989 року населення села становило 3880 осіб, з яких 1778 чоловіків та 2102 жінки.
За переписом населення 2001 року в селі мешкало 4010 осіб.

### Мова
Розподіл населення за рідною мовою за даними перепису 2001 року:
| Мова       | Відсоток |
| ---------- | -------- |
| українська | 88,73 %  |
| російська  | 10,05 %  |
| молдовська | 0,82 %   |
| болгарська | 0,12 %   |
| білоруська | 0,05 %   |
| вірменська | 0,05 %   |
| німецька   | 0,05 %   |
| польська   | 0,02 %   |

## Відомі люди
- Драган Ганна Костянтинівна (1903—1986) — українська лемківська співачка.
- Аглотков Федір Миколайович (1907—1944) — учасник німецько-радянської війни, штурман ескадрильї 5-го гвардійського мінно-торпедного авіаційного полку 2-ї гвардійської мінно-торпедної авіаційної дивізії ВПС Чорноморського флоту, Герой Радянського Союзу (1944), гвардії капітан.
- Шилов Михайло Ілліч (1921—1941) — радянський військовий льотчик-винищувач часів Другої світової війни, пілот 69-го винищувального авіаційного полку окремої Приморської армії, лейтенант. Герой Радянського Союзу (1942).